# Ruy López de Segura
Rodrigo (Ruy) López de Segura (Zafra, Badajoz, c. 1530–Lima, Perú, c. 1580) fue un sacerdote, humanista, gramático y ajedrecista español. Su tratado Libro de la invención liberal y arte del juego del ajedrez, publicado en Alcalá de Henares en 1561, fue uno de los primeros libros de ajedrez publicados en Europa. Muchos europeos lo consideran el más antiguo campeón del mundo de ajedrez en Europa, siendo el siguiente Leonardo da Cutri, en 1575.

## Biografía

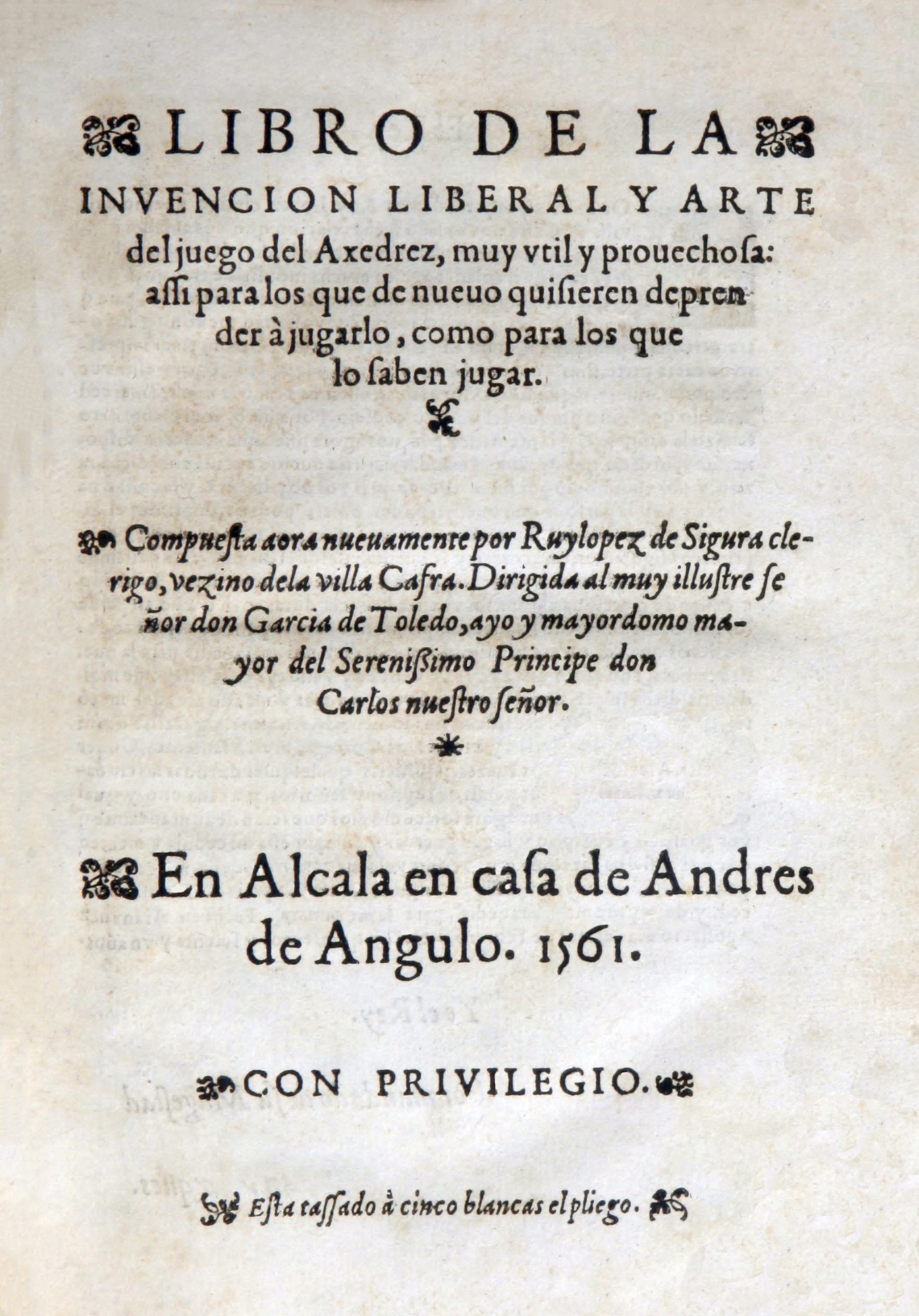
Libro de la invención liberal y arte del juego del ajedrez de Ruy López de Segura (1561).

Uno de los hijos del matrimonio formado por María y Hernán López de Segura, sus padres eran mercaderes acomodados, con casa y escudo en la Plaza Grande de la localidad de Zafra. Desde joven Ruy López fue un enamorado del ajedrez, y se dice que uno de los que más influyó en él fue Pedro Damiano, quien había publicado un libro en 1512 y que López estudió.
Fue clérigo de la parroquia de la Candelaria en Zafra, y en 1560 llegó a Roma por asuntos eclesiásticos y allí derrotó a los mejores ajedrecistas italianos. Es importante señalar que Italia era por esa época el más importante centro ajedrecístico de Europa, especialmente Roma. Emulando a Damiano escribió su Libro de la invención liberal y arte del juego del ajedrez, muy útil y provechosa para los que de nuevo quisieren aprender a jugarlo, como para los que ya lo saben jugar, publicado en Alcalá de Henares en 1561. Ruy López difundió el lance de la captura al paso, al usarlo con frecuencia en sus partidas. Muchos historiadores del ajedrez lo consideran como el primer campeón del mundo registrado en Europa y como creador de la teoría del ajedrez. También es destacable que practicó con éxito la modalidad del ajedrez a la ciega.
En 1573 repitió su hazaña de vencer a los mejores ajedrecistas italianos durante el pontificado de Gregorio XIII.

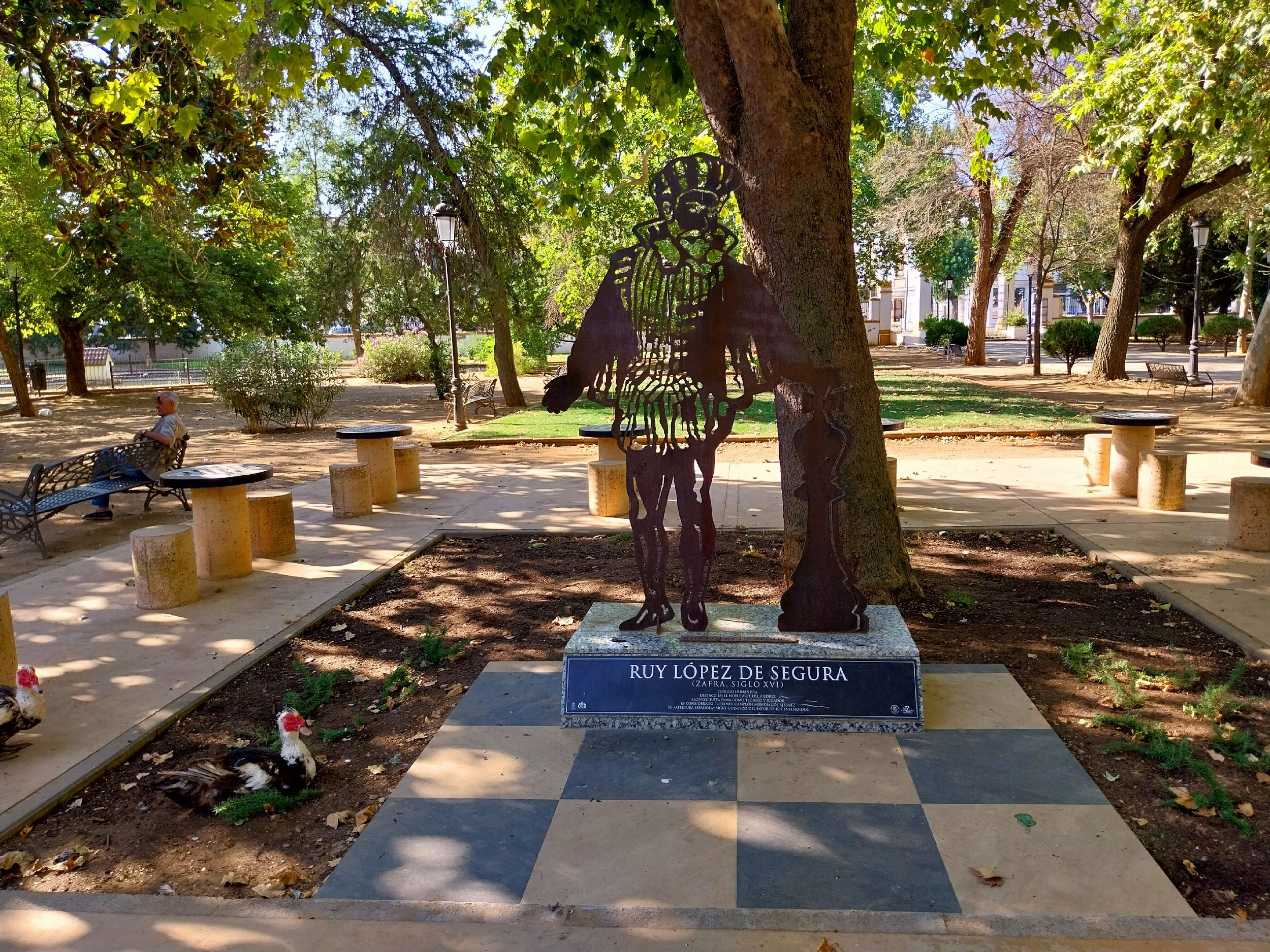
Memorial de Ruy López de Segura en el Parque de la Paz de su Zafra natal

El rey Felipe II le colmó de honores por su fama en el ajedrez, y pasó a la corte en condición de confesor y consejero real. En 1575, Felipe II invitó a un torneo en su corte y así se reunieron en El Escorial los mejores ajedrecistas españoles Ruy López y Alfonso Cerón, de Granada, y los dos mejores ajedrecistas italianos de su época: Leonardo da Cutri, a quien Ruy ya había vencido en dos ocasiones, y Paolo Boi, apodado el Siracusano. Esta prueba es calificada por los historiadores como el primer Torneo Internacional de Maestros y el primero en ser documentado. Como ejemplo, se verá a continuación una partida que, a criterio de muchos, es la primera vez que se juega un gambito de rey. El torneo lo ganó Leonardo da Cutri; recibió como premio mil ducados, una capa de armiño y su lugar de nacimiento estuvo exento de pagar tributos durante veinte años. Felipe II envió sus felicitaciones a Juan de Austria en una carta fechada el 22 de agosto de 1575.
Como gramático publicó el tratado Grammaticae institutiones (Lisboa, Juan Álvarez, 1563).
En 1570 solicitó viajar a Lima, donde se había instalado su hermano Alonso, a donde viajó unos años después y falleció en fecha desconocida.

## Ruy López-Leonardo da Cutri (Roma, 1560)
1.e4 e5 2.f4 d6 3.Ac4 c6 4.Cf3 Ag4 5.fxe5 dxe5 6.Axf7+ Rxf7 7.Cxe5+ Re8 8.Dxg4 Cf6 9.De6+ De7 10.Dc8+ Dd8 11.Dxd8+ Rxd8 12.Cf7+ 1-0

## Apertura española o Ruy López
|       |       |       |       |       |       |       |       |       |  |
|       | a8 rd | b8    | c8 bd | d8 qd | e8 kd | f8 bd | g8 nd | h8 rd |  |
| a7 pd | b7 pd | c7 pd | d7 pd | e7    | f7 pd | g7 pd | h7 pd |       |  |
| a6    | b6    | c6 nd | d6    | e6    | f6    | g6    | h6    |       |  |
| a5    | b5 bl | c5    | d5    | e5 pd | f5    | g5    | h5    |       |  |
| a4    | b4    | c4    | d4    | e4 pl | f4    | g4    | h4    |       |  |
| a3    | b3    | c3    | d3    | e3    | f3 nl | g3    | h3    |       |  |
| a2 pl | b2 pl | c2 pl | d2 pl | e2    | f2 pl | g2 pl | h2 pl |       |  |
| a1 rl | b1 nl | c1 bl | d1 ql | e1 kl | f1    | g1    | h1 rl |       |  |
|       |       |       |       |       |       |       |       |       |  |

Sus estudios sobre la apertura española, que también lleva su nombre, fueron fundamentales para el progreso del juego. El tratado de ajedrez del zafrense ha sido objeto de numerosos estudios y se ha considerado como base fundamental de la teoría ajedrecística. Su apertura sigue vigente aún y ha sido analizada y puesta a prueba en la práctica del ajedrez moderno por los más grandes maestros. Aparece en su tratado como Apertura IX.
Planteamiento de la Apertura española:
1.e4 e5 2.Cf3 Cc6 3.Ab5